# 索菲·奧克薩寧
索菲·奧克薩寧（芬蘭語：Sofi Oksanen，1977年1月7日—）是一名芬蘭小說作家，出生於于韋斯屈萊。奧克薩寧於2003年出版《斯大林的牛》出道，處女作即獲鲁内贝里奖的提名，2005年出版第二本小說《寶貝珍》，2007年出版《清洗》一書，令她聲名大噪，除了贏得北歐理事會文學獎、芬兰文学奖及鲁内贝里奖外，更於2008年改編成舞台劇，在芬蘭國家歌劇院上演。2011年，她創辦了自己的出版社西貝菲爾特出版社，專注於平裝本圖書，2012年，她獲芬蘭總統紹利·尼尼斯托頒發勳章，此外2013年她獲得了瑞典学院北欧奖，成為首個獲得此獎的女性。